# Deutsche Meisterschaften im Bahnradsport 2017

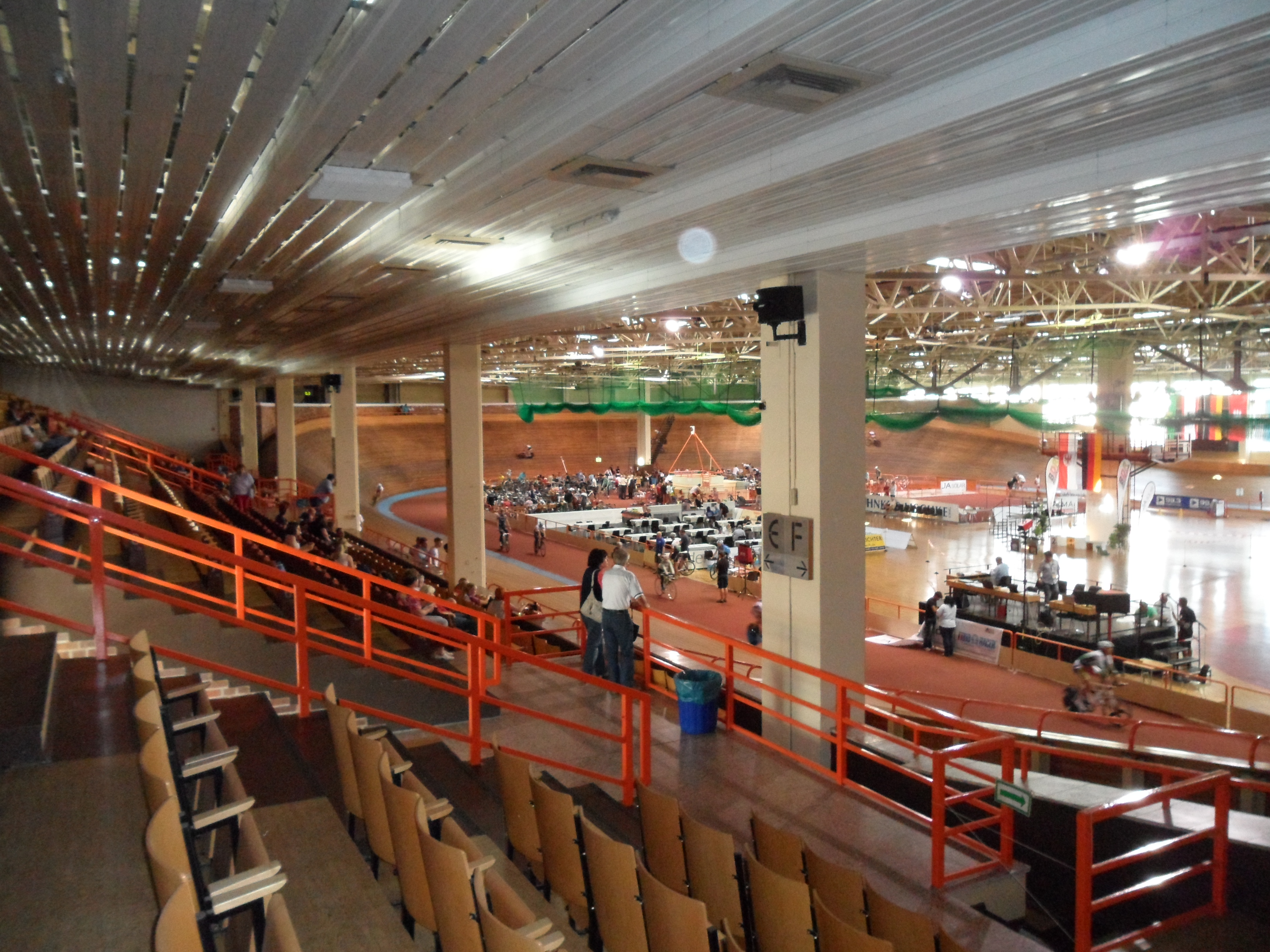
Die Oderlandhalle

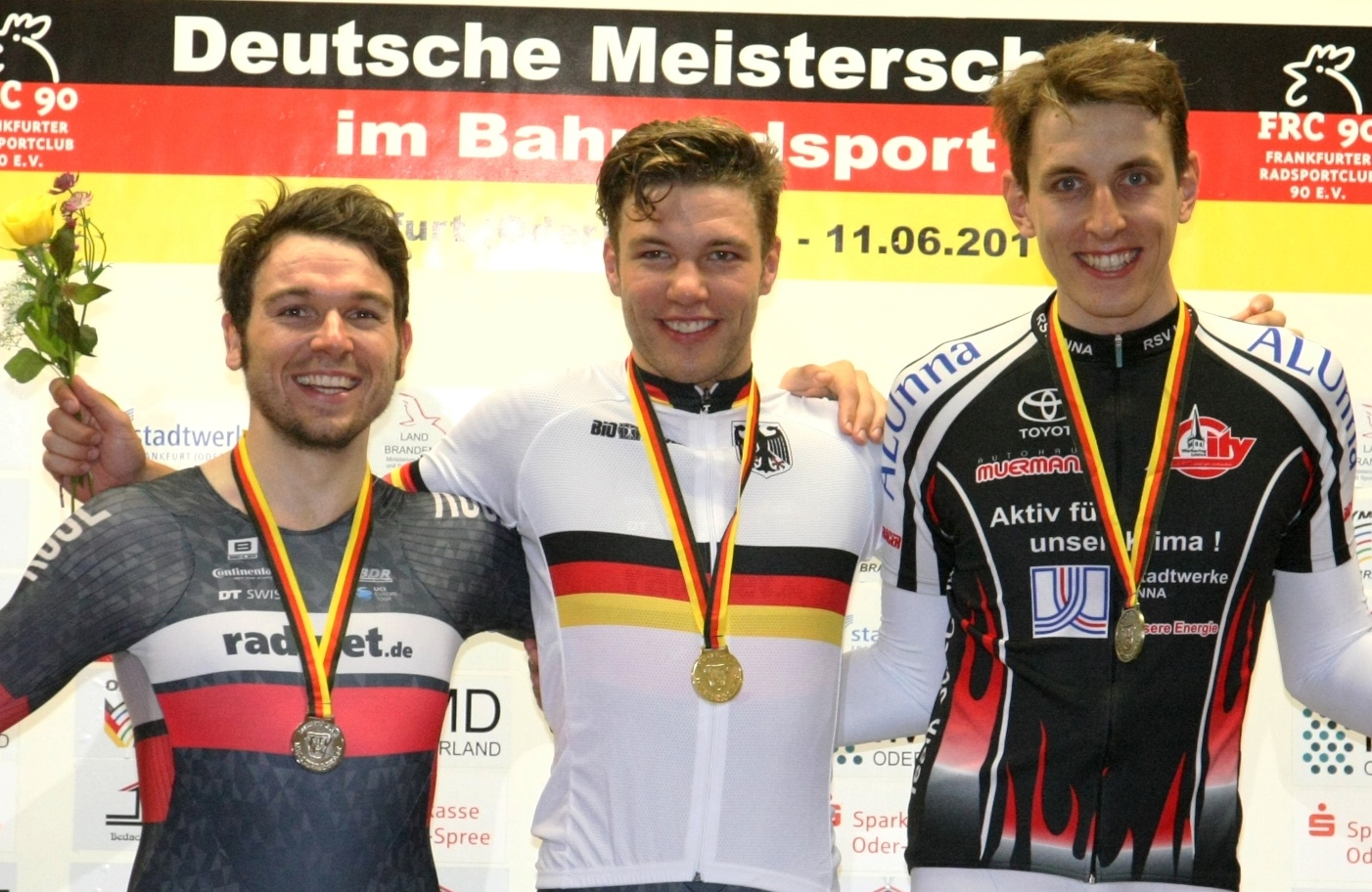
Die drei Besten in der Einerverfolgung (v. l. n. r.): Kersten Thiele (2.), Domenic Weinstein (1.) und Justin Wolf (3.)

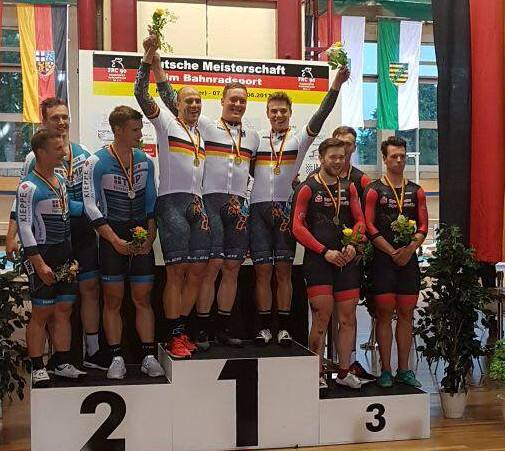
Das Podium im Teamsprint

Die 131. Deutschen Meisterschaften im Bahnradsport fanden vom 7. bis zum 11. Juni 2017 in der Oderlandhalle in Frankfurt (Oder) statt, Ausrichter war der  Frankfurter Radsportclub 90. Zuletzt wurden die Meisterschaften 2012 nach Frankfurt (Oder) vergeben. Die Bahn wurde seither von ehemals 285 Metern auf die international übliche Länge von 250 Metern verkürzt.
Gesucht wurden Meister und Meisterinnen in den Alterskategorien Elite, Junioren und Jugend, insgesamt fielen 44 Entscheidungen.
Am zweiten Wettkampftag stellte die Münchnerin Gudrun Stock mit  3:33,687 Minuten einen neuen deutschen Rekord in der 3000-Meter-Einerverfolgung auf. Erst im April 2017 hatte sie diesen Rekord bei den Bahnweltmeisterschaften in Hongkong mit 3:34,325 Minuten verbessert und damit den 19 Jahre alten Rekord von Judith Arndt unterboten.
Am dritten Wettkampftag zog Domenic Weinstein in derselben Disziplin nach: Schon in der Qualifikation verbesserte er seinen eigenen deutschen Rekord vom Oktober 2015 (4:17,417 Minuten) um mehr als drei Sekunden auf 4:14,080 Minuten, um diesen im Finale mit  4:13,453 Minuten erneut zu unterbieten. Bisher fuhren weltweit in der Einerverfolgung über 4000 Meter nur vier Sportler schneller als er.
Erfolgreichste Sportler der Meisterschaften waren die Olympiasiegerin Kristina Vogel und ihr Mannschaftskollege vom Team Erdgas.2012, die beide jeweils die Titel in Sprint, Keirin und im Teamsprint errangen.
Wie schon in den Jahren ab 2014 werden die deutschen Meisterschaften im Omnium am 15./16. Dezember ebenfalls in der Oderlandhalle organisiert.

## Zeitplan (Elite)
| Datum                             | Disziplinen Männer               | Disziplinen Frauen                    |
| --------------------------------- | -------------------------------- | ------------------------------------- |
| Mittwoch, 7. Juni                 | Mannschaftsverfolgung            |                                       |
| Donnerstag, 8. Juni               | Scratch, 1000-Meter-Zeitfahren   | 500-Meter-Zeitfahren, Einerverfolgung |
| Freitag, 9. Juni                  | Einerverfolgung, Teamsprint      | Keirin, Mannschaftsverfolgung         |
| Samstag, 10. Juni                 | Sprint, Zweier-Mannschaftsfahren | Teamsprint, Punktefahren              |
| Sonntag, 11. Juni                 | Punktefahren, Keirin             | Sprint, Scratch                       |
| Freitag/Samstag, 15./16. Dezember | Omnium                           | Omnium                                |

## Ergebnisse
Legende: „G“ = Zeit aus dem Finale um Gold; „B“ = Zeit aus dem Finale um Bronze

### Männer und Frauen

#### Sprint
| Männer |                   |                    |
| #      | Name              | Verein/Team        |
|        | Maximilian Levy   | Team Erdgas.2012   |
|        | René Enders       | RSC Turbine Erfurt |
|        | Robert Förstemann | RSC Cottbus        |

| Frauen |                  |                      |
| #      | Name             | Verein/Team          |
|        | Kristina Vogel   | Team Erdgas.2012     |
|        | Pauline Grabosch | Team Erdgas.2012     |
|        | Miriam Welte     | 1. FC Kaiserslautern |

#### Keirin
| Männer |                     |                    |
| #      | Name                | Verein/Team        |
|        | Maximilian Levy     | Team Erdgas.2012   |
|        | Marc Jurczyk        | RSC Turbine Erfurt |
|        | Maximilian Dörnbach | Team Erdgas.2012   |

| Frauen |                  |                      |
| #      | Name             | Verein/Team          |
|        | Kristina Vogel   | Team Erdgas.2012     |
|        | Miriam Welte     | 1. FC Kaiserslautern |
|        | Pauline Grabosch | Team Erdgas.2012     |

#### Teamsprint
| Männer |                                                 |                        |          |
| #      | Name                                            | Verein/Team            | Zeit (s) |
|        | Erik Balzer Maximilian Dörnbach Maximilian Levy | Team Erdgas.2012       | 43,822G  |
|        | René Enders Marc Jurczyk Jan May                | Sprintteam Thüringen   | 44,973G  |
|        | Moritz Meißner Nik Schröter Eric Engler         | Track Team Brandenburg | 44,816B  |

| Frauen |                                    |                           |          |
| #      | Name                               | Verein/Team               | Zeit (s) |
|        | Pauline Grabosch Kristina Vogel    | Team Erdgas.2012          | 33,186G  |
|        | Lea Sophie Friedrich Jo Ellen Look | LV Mecklenburg-Vorpommern | 37,764G  |
|        | Gudrun Stock Paulina Klimsa        | RC Schwalbe München       | 38,173B  |

#### Zeitfahren
| Männer (1000 Meter) |                     |                    |            |
| #                   | Name                | Verein/Team        | Zeit (min) |
|                     | Maximilian Dörnbach | RSC Turbine Erfurt | 1:02,154   |
|                     | Marc Jurczyk        | RSC Turbine Erfurt | 1:02,246   |
|                     | Robert Förstemann   | RSC Cottbus        | 1:02,499   |

| Frauen (500 Meter) |                  |                      |          |
| #                  | Name             | Verein/Team          | Zeit (s) |
|                    | Miriam Welte     | 1. FC Kaiserslautern | 33,561   |
|                    | Pauline Grabosch | RSC Turbine Erfurt   | 33,920   |
|                    | Kristina Vogel   | RSC Turbine Erfurt   | 34,100   |

#### Einerverfolgung
| Männer (4000 m) |                   |                   |                         |
| #               | Name              | Verein/Team       | Zeit (min)              |
|                 | Domenic Weinstein | rad-net Rose Team | 4:13,453G (nat. Rekord) |
|                 | Kersten Thiele    | rad-net Rose Team | 4:19,411G               |
|                 | Justin Wolf       | RSV Unna          | 4:19,923B               |

| Frauen (3000 m) |                  |                          |                         |
| #               | Name             | Verein/Team              | Zeit (min)              |
|                 | Gudrun Stock     | RC Die Schwalben München | 3:33,687G (nat. Rekord) |
|                 | Tatjana Paller   | RSV Unna 1968            | eingeholtG              |
|                 | Franziska Brauße | RSV Öschelbronn          | 3:44,254B               |

#### Mannschaftsverfolgung
| Männer |                                                           |                   |            |
| #      | Name                                                      | Verein/Team       | Zeit (min) |
|        | Lucas Liß Theo Reinhardt Kersten Thiele Domenic Weinstein | rad-net Rose Team | 3:58,338G  |
|        | Jasper Frahm Bastian Flicke Felix Groß Nils Schomber      | rad-net Rose Team | 4:06,270G  |
|        | Roger Kluge Stefan Schäfer Henning Bommel Leif Lampater   | Mixed Team        | 4:04,731B  |

| Frauen |                                                             |                               |            |
| #      | Name                                                        | Verein/Team                   | Zeit (min) |
|        | Lisa Küllmer Christina Koep Tatjana Paller Gudrun Stock     | D.Velop-Cycle Cafe Ladies     | 4:37,965G  |
|        | Christa Riffel Alina Lange Franziska Brauße Laura Süßemilch | MIX Team                      | eingeholtG |
|        | Jo Ellen Look Michaela Ebert Jenny Hofmann Maxie Rathmann   | Sparkassen Girls Team Leipzig | 5:09,185B  |

#### Punktefahren
| Männer |                  |                        |        |
| #      | Name             | Verein/Team            | Punkte |
|        | Henning Bommel   | RK Endspurt 09 Cottbus | 44     |
|        | Achim Burkart    | RSV Oberhausen         | 43     |
|        | Maximilian Beyer | RSV Irschenberg        | 37     |

| Frauen |                |                         |        |
| #      | Name           | Verein/Team             | Punkte |
|        | Tatjana Paller | RSV Unna 1968           | 32     |
|        | Christa Riffel | RSV Edelweiß Oberhausen | 28     |
|        | Lisa Küllmer   | RSC Cottbus             | 22     |

#### Scratch
| Männer |                  |                   |
| #      | Name             | Verein/Team       |
|        | Lucas Liß        | rad-net Rose Team |
|        | Roger Kluge      | Orica-Scott       |
|        | Maximilian Beyer | RSV Irschenberg   |

| Frauen |                  |                             |
| #      | Name             | Verein/Team                 |
|        | Charlotte Becker | Hitec Products              |
|        | Gudrun Stock     | RC Die Schwalben München    |
|        | Alina Lange      | Verein Cölner Straßenfahrer |

#### Omnium
| Männer (Scratch, Temporunden, Ausscheidungsfahren, Punktefahren) |                  |                   |        |
| #                                                                | Name             | Verein/Team       | Punkte |
|                                                                  | Leif Lampater    | rad-net Rose Team | 140    |
|                                                                  | Maximilian Beyer | rad-net Rose Team | 128    |
|                                                                  | Roger Kluge      | Mitchelton-Scott  | 121    |

| Frauen (Scratch, Temporunden, Ausscheidungsfahren, Punktefahren) |                  |                 |        |
| #                                                                | Name             | Verein/Team     | Punkte |
|                                                                  | Charlotte Becker | Hitec Products  | 161    |
|                                                                  | Franziska Brauße | RSV Öschelbronn | 137    |
|                                                                  | Tatjana Paller   | RSV Unna 1968   | 122    |

#### Zweier-Mannschaftsfahren (Madison)
| Männer |                               |                          |        |
| #      | Name                          | Verein/Team              | Punkte |
|        | Theo Reinhardt Kersten Thiele | rad-net Rose Team        | 60     |
|        | Marcel Kalz Maximilian Beyer  | RSV Irschenberg          | 48     |
|        | Stefan Schäfer Hans Pirius    | RK Endspurt 09 RSG Hürth | 44     |

 Galerie Elite 

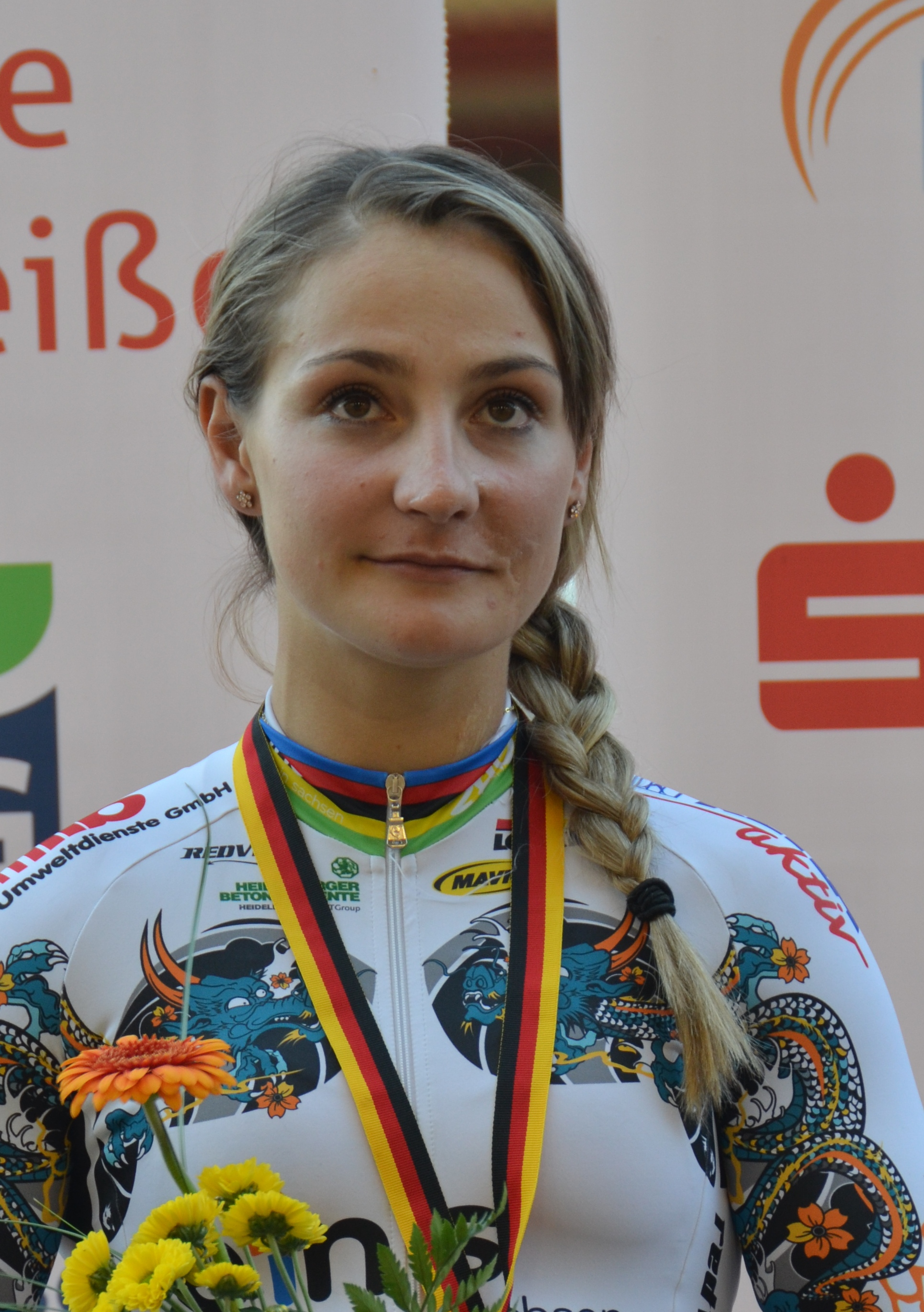
Olympiasiegerin Kristina Vogel war erneut im Sprint, im Keirin und im Teamsprint erfolgreich.
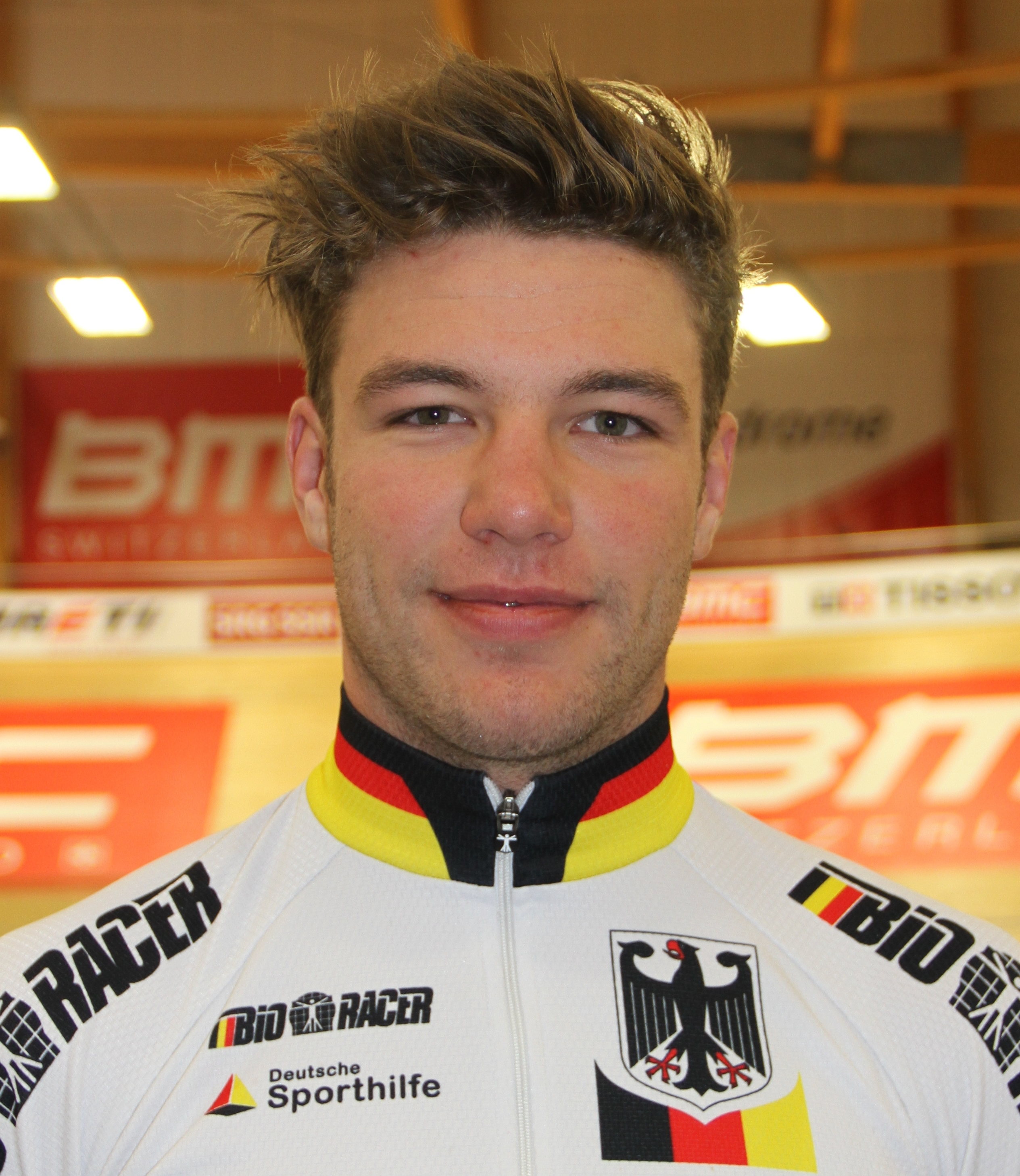
Verbesserte in der Einerverfolgung zweimal seinen eigenen Rekord: Domenic Weinstein
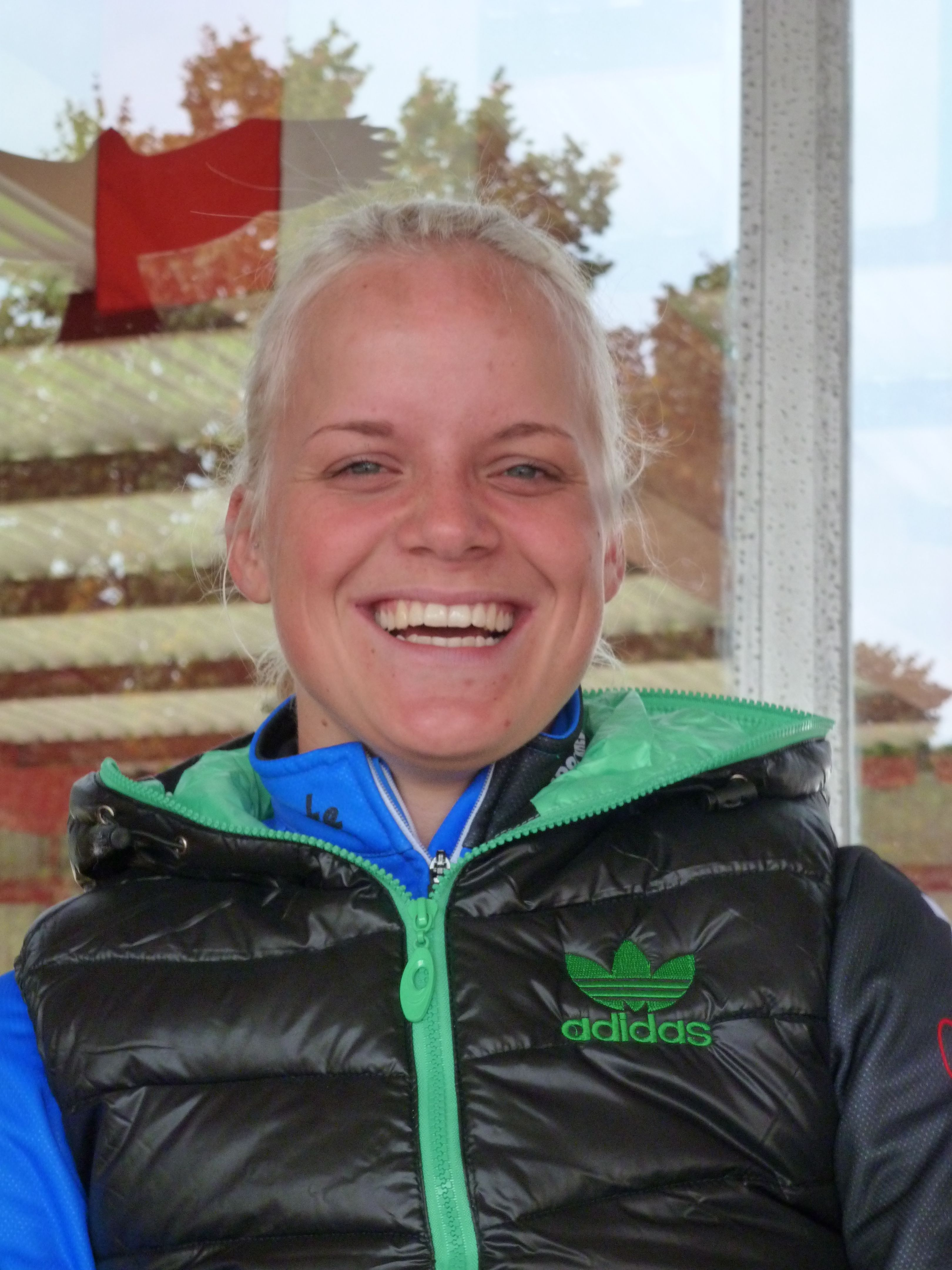
Gudrun Stock gewann die Einerverfolgung in Rekordzeit und auch den Titel in der Mannschaftsverfolgung.
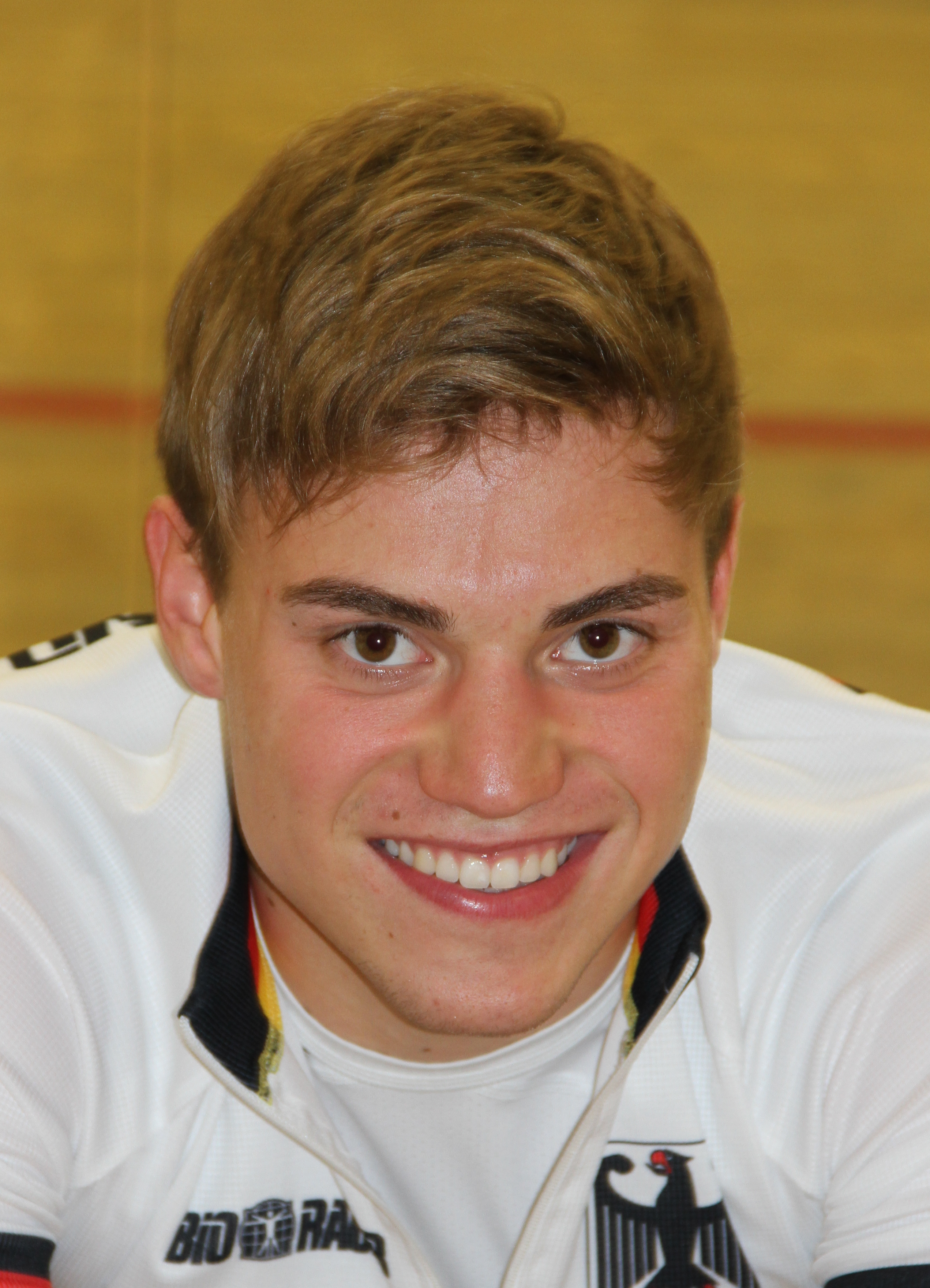
Maximilian Dörnbach holte zum zweiten Mal den Titel über 1000 Meter.
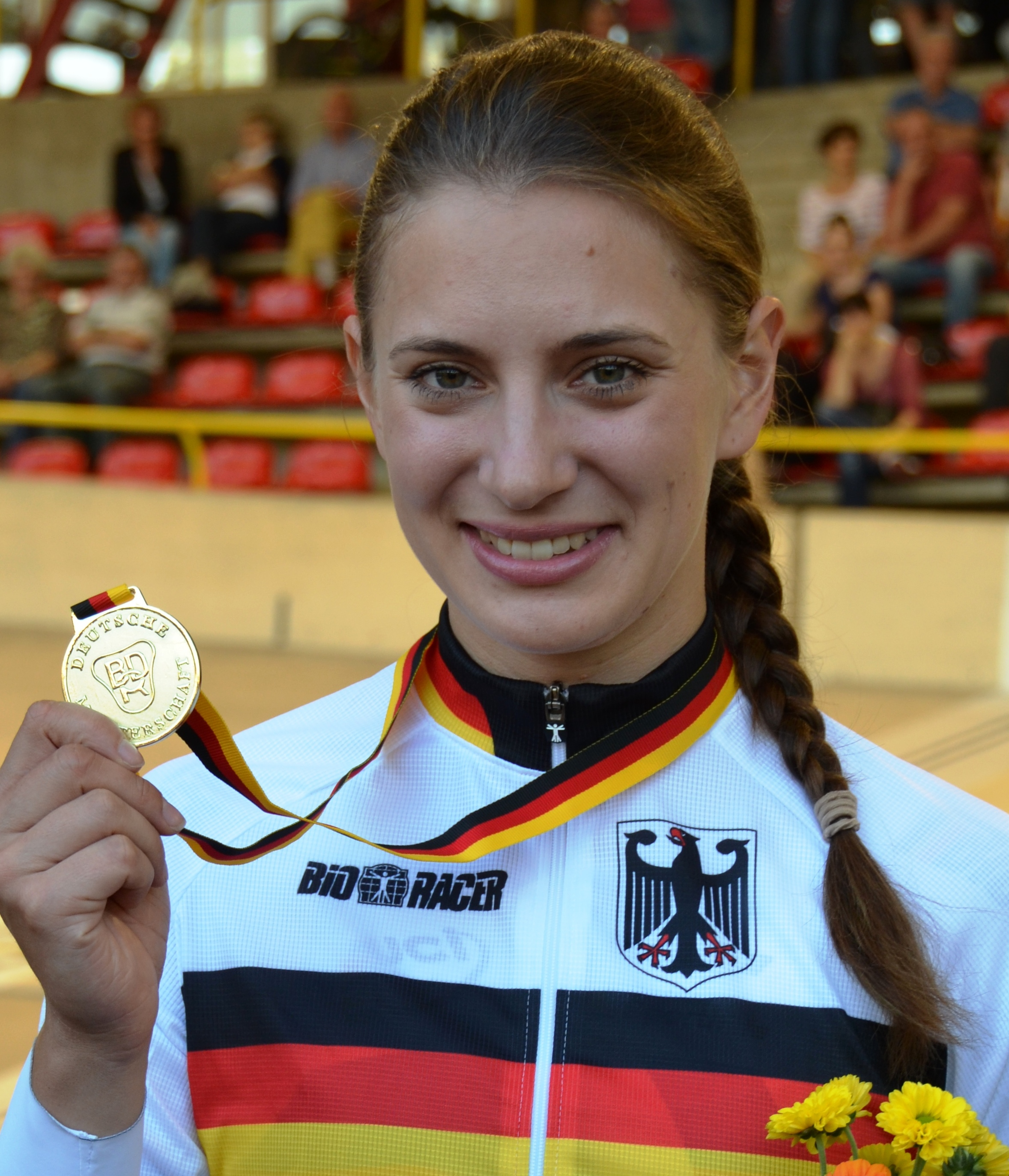
Zum neunten Mal Meisterin über 500 Meter: Miriam Welte
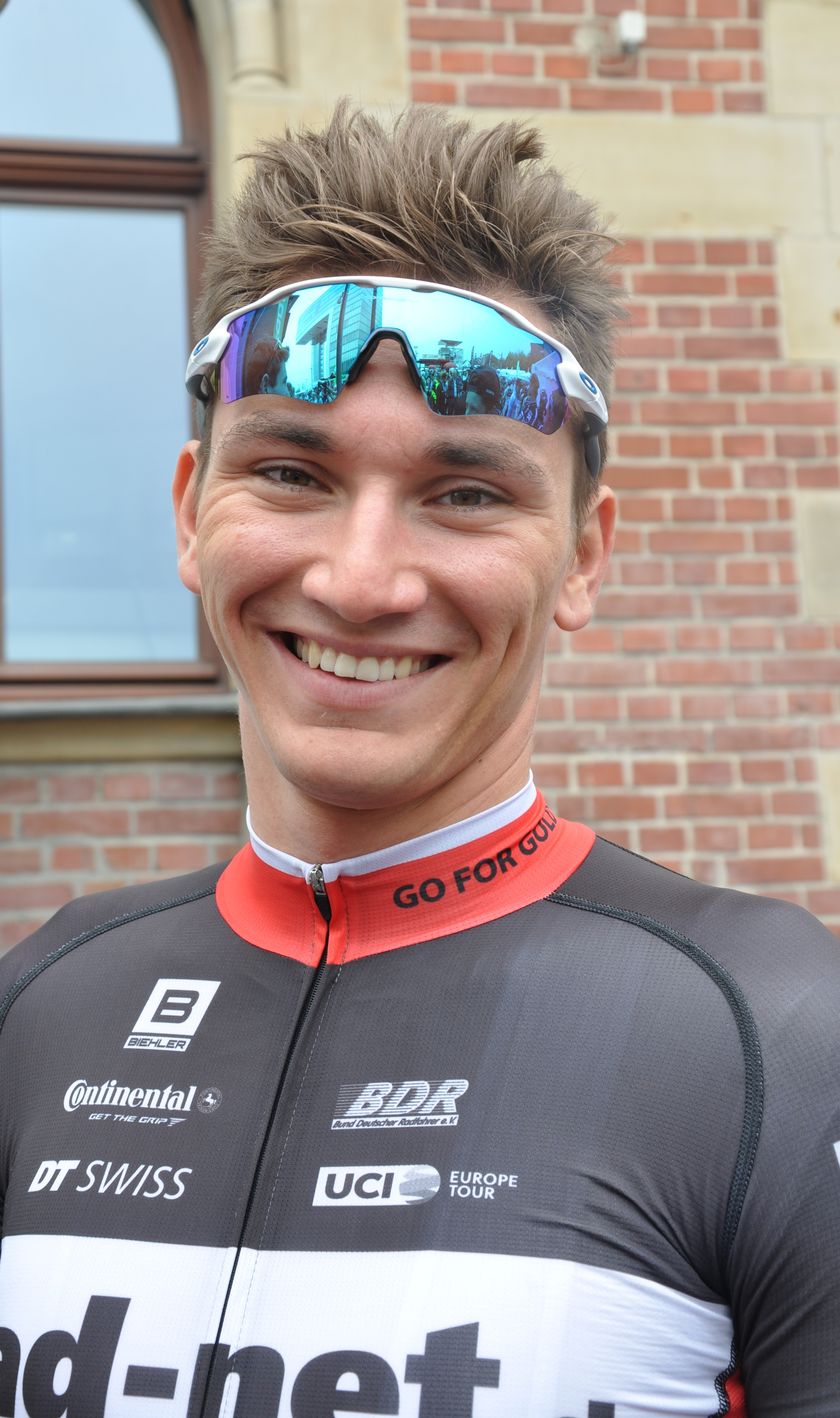
Zweifach erfolgreich: Lucas Liß

### Junioren und Juniorinnen

#### Sprint
| Junioren |               |               |
| #        | Name          | Verein/Team   |
|          | Carl Hinze    | Schweriner SC |
|          | Elias Edbauer | RV Dudenhofen |
|          | Timo Bichler  | RV Dudenhofen |

| Juniorinnen |                      |              |
| #           | Name                 | Verein/Team  |
|             | Lea Sophie Friedrich | RST Dassow   |
|             | Emma Götz            | RV Elxleben  |
|             | Sarah Marie Wagner   | SV Dassow 24 |

#### Keirin
| Junioren |               |               |
| #        | Name          | Verein/Team   |
|          | Elias Edbauer | RV Dudenhofen |
|          | Nick Rother   | Schweriner SC |
|          | Timo Bichler  | RV Dudenhofen |

| Juniorinnen |                      |               |
| #           | Name                 | Verein/Team   |
|             | Lea Sophie Friedrich | RST Dassow    |
|             | Maraike Lange        | SSV Gera 1990 |
|             | Emma Götz            | RV Elxleben   |

#### Teamsprint
| Junioren |                                            |                      |          |
| #        | Name                                       | Verein/Team          | Zeit (s) |
|          | Timo Bichler Sascha Deringer Elias Edbauer | RV 08 Dudenhofen     | 46,125G  |
|          | Dominik Grimm Carl Hinze Nick Rother       | Schweriner SC I      | 47,290G  |
|          | Julian Kühn Tom Wagner Julien Jäger        | Sprintteam Thüringen | 47,393B  |

| Juniorinnen |                                         |                           |          |
| #           | Name                                    | Verein/Team               | Zeit (s) |
|             | Christina Sperlich Emma Götz            | Sprintteam Thüringen      | 35,882G  |
|             | Sarah Marie Wagner Lea Sophie Friedrich | LV Mecklenburg-Vorpommern | 36,441G  |
|             | Ricarda Bauernfeind Paulina Klimsa      | LV Bayern I               | 38,859B  |

#### Zeitfahren
| Junioren (1000 Meter) |                   |                       |            |
| #                     | Name              | Verein/Team           | Zeit (min) |
|                       | Valentin Schumann | Chemnitzer PSV        | 1:04,100   |
|                       | Elias Edbauer     | RV Dudenhofen         | 1:04,223   |
|                       | Nick Rother       | Schweriner Sport Club | 1:04,317   |

| Juniorinnen (500 Meter) |                      |                          |          |
| #                       | Name                 | Verein/Team              | Zeit (s) |
|                         | Lea Sophie Friedrich | RST Dassow               | 34,361   |
|                         | Emma Götz            | RV Elxleben              | 36,221   |
|                         | Paulina Klimsa       | RC Die Schwalben München | 38,014   |

#### Einerverfolgung
| Junioren (3000 m) |                           |                                |            |
| #                 | Name                      | Verein/Team                    | Zeit (min) |
|                   | Max Gehrmann              | RSC Turbine Erfurt             | 3:23,302 G |
|                   | Rico Brückner             | RSG Muldental Grimma           | 3:27,363G  |
|                   | Per Christian Münstermann | SG Radschläger 1970 Düsseldorf | 3:21,303B  |

| Juniorinnen (2000 m) |                |                          |            |
| #                    | Name           | Verein/Team              | Zeit (min) |
|                      | Paulina Klimsa | RC Die Schwalben München | 2:27,903 G |
|                      | Lena Reißner   | SSV Gera 1990            | 2:31,662G  |
|                      | Franziska Koch | RSV Unna                 | 2:31,128B  |

#### Mannschaftsverfolgung
| Junioren (4000 m) |                                                                   |                        |            |
| #                 | Name                                                              | Verein/Team            | Zeit (min) |
|                   | Michel Aschenbrenner Johannes Banzer Max Gehrmann Jannis Peter    | LV Thüringen           | 4:12,930G  |
|                   | Michel Gießelmann Jon Knolle Lars Kulbe Per Christian Münstermann | LV Nordrhein-Westfalen | 4:20,009G  |
|                   | Robin Rautzenberg Tom Kamlot Dominik Olomek Franz Werner          | LV Sachsen             | 4:19,609B  |

| Juniorinnen (4000 m) |                                                                     |                              |                   |
| #                    | Name                                                                | Verein/Team                  | Zeit (min)        |
|                      | Ricarda Bauernfeind Paulina Klimsa Clara Hamberger Mareike Germann  | Team Mangertseder            | 4:46,858G DR      |
|                      | Franziska Koch Theresa Peveling Luisa Siersleben Lea Lin Teutenberg | LV NRW                       | 4:47,007G         |
|                      | Hannah Steffen Dorothea Heitzmann Lena Reißner Vanessa Wolfram      | RG Thüringen/ Sachsen-Anhalt | Gegner eingeholtB |

#### Punktefahren
| Junioren (80 Runden à 250 Meter) |                      |                        |        |
| #                                | Name                 | Verein/Team            | Punkte |
|                                  | Max Gehrmann         | RSC Turbine Erfurt     | 54     |
|                                  | Kim-Alexander Heiduk | RSV Öschelbronn        | 47     |
|                                  | Calvin Dik           | RSV Werner Otto Berlin | 45     |

| Juniorinnen (60 Runden à 333,33 Meter) |                    |                         |        |
| #                                      | Name               | Verein/Team             | Punkte |
|                                        | Lea Lin Teutenberg | FC Lexxi Speedbike      | 17     |
|                                        | Katharina Hechler  | RSV Edelweiß Oberhausen | 16     |
|                                        | Luisa Siersleben   | TSVE 1890 Bielefeld     | 12     |

#### Omnium
| Junioren (Scratch, Temporunden, Ausscheidungsfahren, Punktefahren) |                  |                         |        |
| #                                                                  | Name             | Verein/Team             | Punkte |
|                                                                    | Juri Hollmann    | RSC Cottbus             | 141    |
|                                                                    | Nils Weispfennig | RSV Edelweiß Oberhausen | 120    |
|                                                                    | Leon Heinschke   | Frankfurter RC ’90      | 111    |

| Juniorinnen (Scratch, Temporunden, Ausscheidungsfahren, Punktefahren) |                |                        |        |
| #                                                                     | Name           | Verein/Team            | Punkte |
|                                                                       | Franziska Koch | RSV Unna 1968          | 127    |
|                                                                       | Jasmin Cunert  | RK Endspurt 09 Cottbus | 116    |
|                                                                       | Eva Barthelmes | RV Union 1886 Nürnberg | 114    |

#### Zweier-Mannschaftsfahren (Madison)
| Junioren |                                   |                                  |        |
| #        | Name                              | Verein/Team                      | Punkte |
|          | Nils Weispfennig Per Münstermann  | RSV Edelweiß SG Radschläger 1970 | 48     |
|          | Max Gehrmann Jakob Geßner         | RSC Turbine Erfurt               | 33     |
|          | Michel Aschenbrenner Jannis Peter | SV Sömmerda SSV Gera 1990        | 28     |

 Galerie Juniorinnen/Junioren 

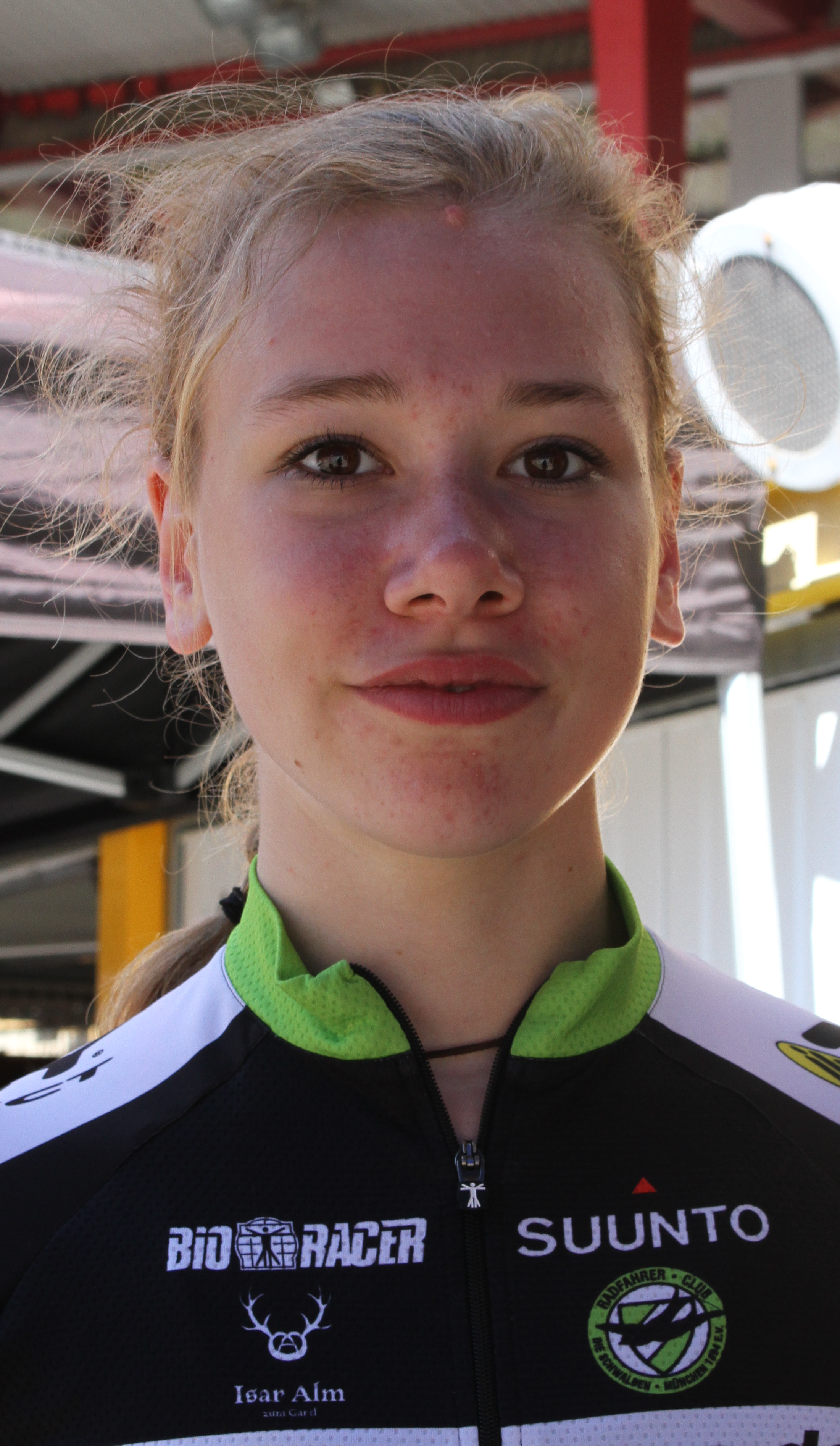
Paulina Klimsa wurde Meisterin in der Einer- und der Mannschaftsverfolgung
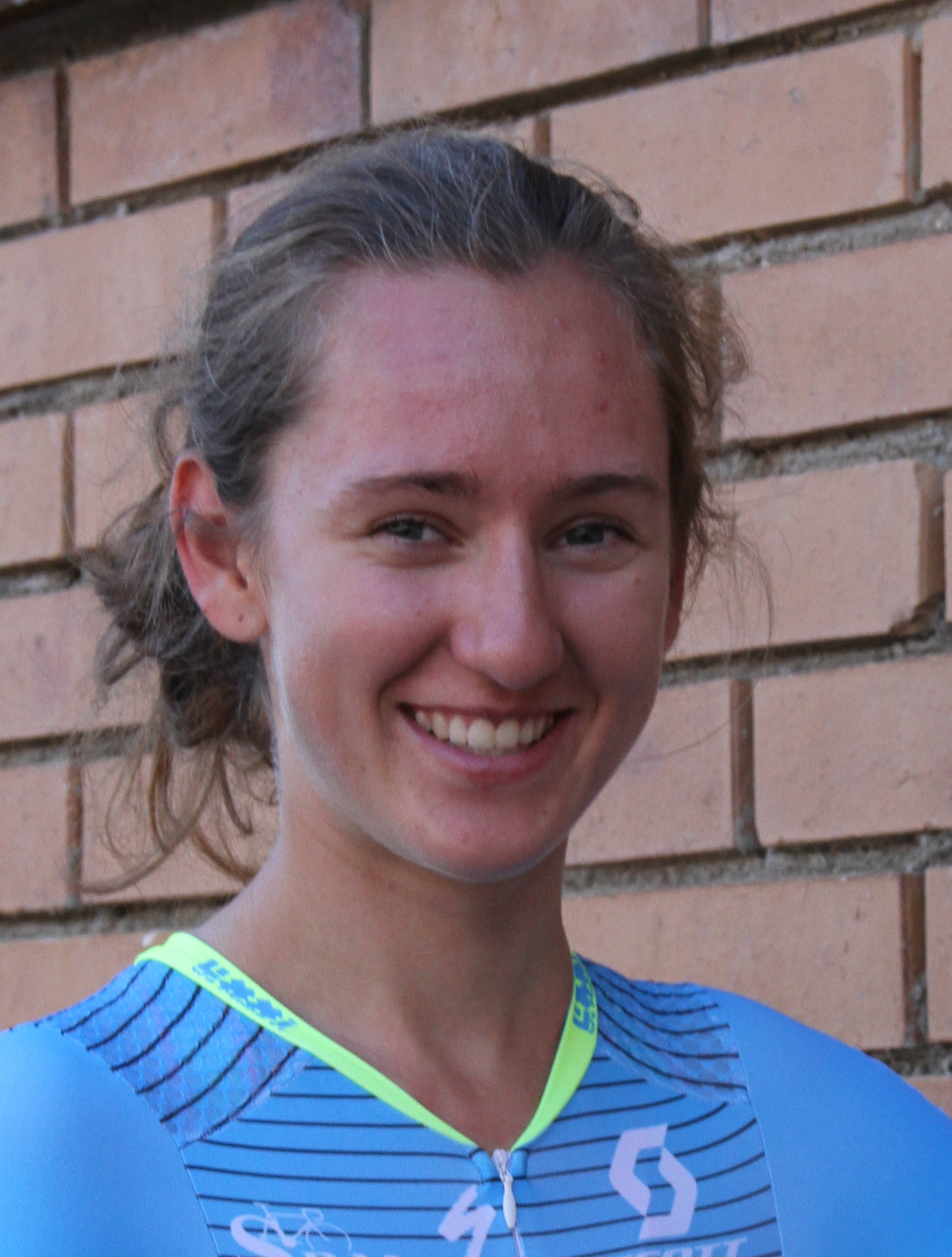
Lea Lin Teutenberg gewann das Punktefahren
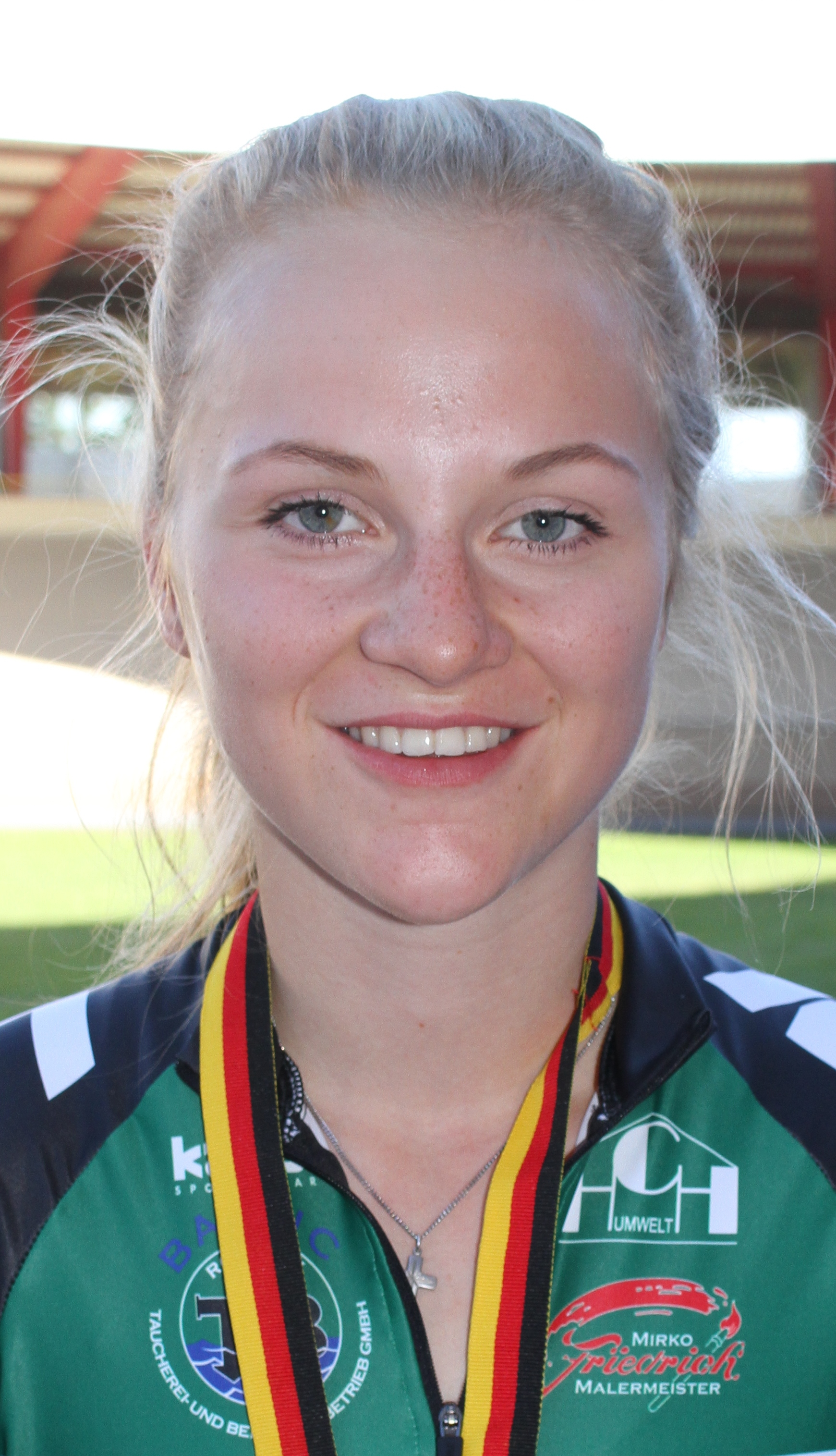
Lea Sophie Friedrich errang die Titel im Zeitfahren und im Keirin
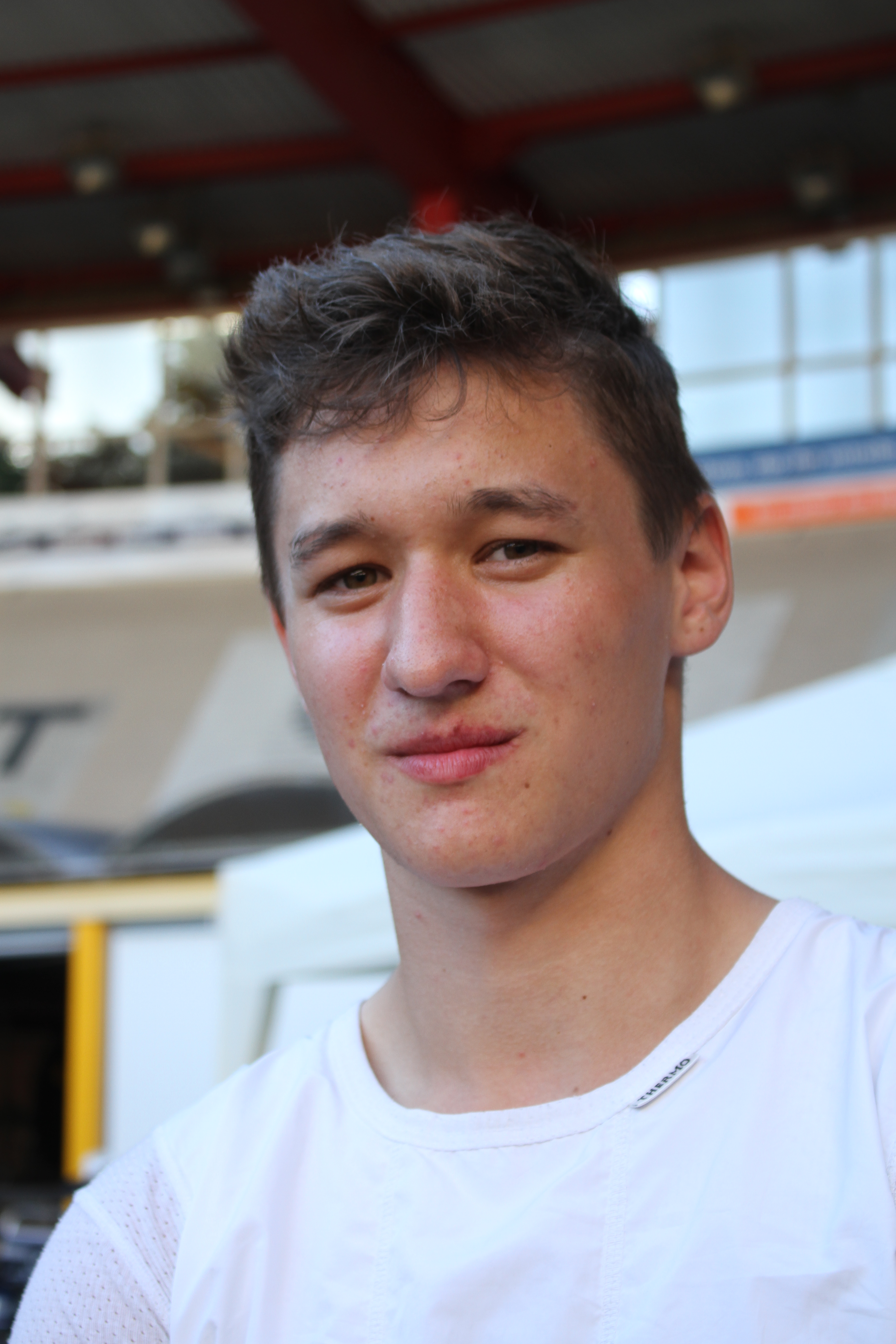
Valentin Schumann, Meister über 1000 Meter
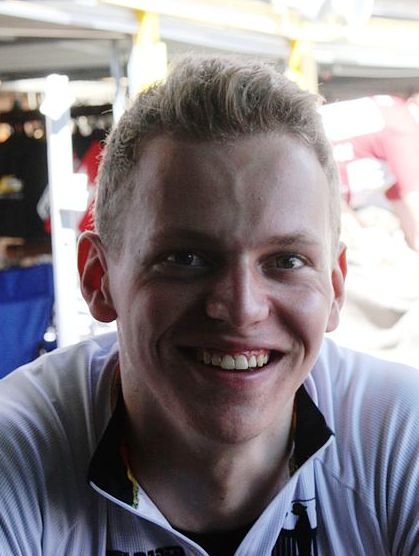
Nach 2016 erneut Meister im Sprint: Carl Hinze
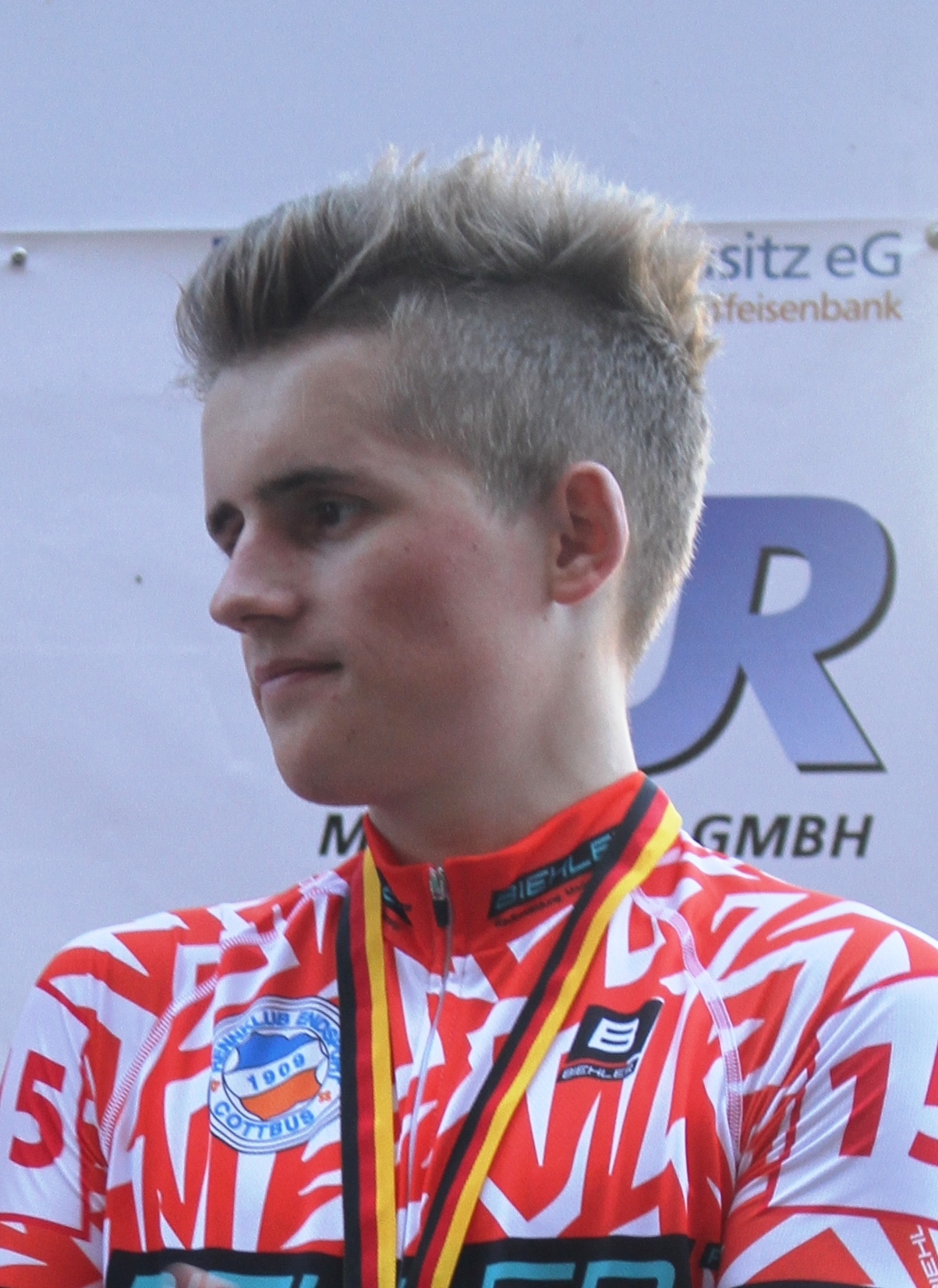
Max Gehrmann siegte im Punktefahren und in Einer- und Mannschaftsverfolgung